# 白念法
白念法（1956年—），男，中华人民共和国军事人物，中国人民解放军少将，曾任广西军区政治委员，中共广西壮族自治区党委常委。